# Тунгусовське сільське поселення
Тунгу́совське сільське поселення (рос. Тунгусовское сельское поселение) — сільське поселення у складі Молчановського району Томської області Росії.
Адміністративний центр — село Тунгусово.
Населення сільського поселення становить 1068 осіб (2019; 1254 у 2010, 1364 у 2002).

## Склад
До складу сільського поселення входять:
| Населений пункт            | Населення, осіб (2002) | Населення, осіб (2010) |
| -------------------------- | ---------------------- | ---------------------- |
| Великий Татош, присілок    | 70                     | 60                     |
| Верхня Федоровка, присілок | 117                    | 107                    |
| Князевка, присілок         | 7                      | 5                      |
| Колбинка, село             | 249                    | 186                    |
| Нова Тювінка, присілок     | 41                     | 42                     |
| Тунгусово, село            | 880                    | 854                    |